# Avengers: Infinity War
Avengers: Infinity War är en amerikansk superhjältefilm från 2018, baserad på superhjältegruppen Avengers från Marvel Comics, producerad av Marvel Studios och distribuerad av Walt Disney Studios Motion Pictures. Det är en uppföljare till The Avengers (2012) och Avengers: Age of Ultron (2015), och är den nittonde filmen inom Marvel Cinematic Universe (MCU). Filmen är regisserad av Bröderna Russo och skriven av Christopher Markus och Stephen McFeely. Filmens roller spelas av Robert Downey Jr., Chris Hemsworth, Mark Ruffalo, Chris Evans, Scarlett Johansson, Benedict Cumberbatch, Don Cheadle, Tom Holland, Chadwick Boseman, Paul Bettany, Elizabeth Olsen, Anthony Mackie, Sebastian Stan, Danai Gurira, Letitia Wright, Dave Bautista, Zoe Saldana, Josh Brolin och Chris Pratt. I filmen försöker Avengers och Guardians of the Galaxy hindra Thanos från att få tag på de allsmäktiga evighetsstenarna.
Filmen tillkännagavs i oktober 2014 under titeln Avengers: Infinity War - Part 1. Bröderna Russo fick regirollen i april 2015 och i maj hade Markus och McFeely rekryterades för att skriva manuset till filmen, som inspirerades av serietidningen The Infinity Gauntlet från 1991 av Jim Starlin och serietidningen Infinity från 2013 av Jonathan Hickmans. 2016 förkortades filmens titel till Avengers: Infinity War. Inspelningen började i januari 2017 på Pinewood Atlanta Studios i Fayette County, Georgia, med en stor rollista som mestadels består av skådespelare som repriserar sina roller från tidigare MCU-filmer. Produktionen varade fram till juli 2017 och inspelades samtidigt med en direkt uppföljare, Avengers: Endgame. Kompletteringsinspelningar ägde rum i Skottland, England, centrala Atlanta och New York. Med en uppskattad budget på mellan 316 och 400 miljoner amerikanska dollar, anses Avengers: Infinity War vara en av de dyraste filmerna som någonsin gjorts.
Avengers: Infinity War hade världspremiär på Dolby Theatre i Los Angeles den 23 april 2018, och släpptes på både IMAX och 3D i Sverige den 25 april 2018 och i USA den 27 april 2018. Filmen fick beröm för dess skådespeleri (speciellt Brolins) och handlingens emotionella vikt, liksom dess visuella effekter och actionscener. Den blev den fjärde filmen och den första superhjältefilmen som tjänade in över 2 miljarder dollar från över hela världen, slog flera biljettrekord och blev den mest inkomstbringande filmen från 2018, samt den fjärde mest inkomstbringande filmen genom tiderna och i USA och Kanada. Uppföljaren Avengers: Endgame släpptes den 26 april 2019.

## Handling
Filmen inleds med att Thanos, som tidigare har förvärvat Maktstenen från planeten Xandar, och hans medhjälpare Ebony Maw, Cull Obsidian, Proxima Midnight och Corvus Glaive, bordar ett rymdskepp som transporterar de överlevande invånarna från Asgård. Thanos tar Rymdstenen från Tesserakten, övermannar Thor och Hulk, och dödar Loke. Heimdall skickar Hulk till Jorden med hjälp av Bifrost, innan han blir dödad av Thanos. Thanos teleporterar bort sig med sina medhjälpare och utplånar rymdskeppet.
Hulken kraschlandar i Sanctum Sanctorum i New York, och förvandlas tillbaka till Bruce Banner. Han varnar Dr. Strange och Wong om Thanos plan att döda hälften av Universums invånare. Strange rekryterar då Tony Stark. Maw och Obsidian anländer till New York för att ta Tidsstenen från Strange; Peter Parker blir uppmärksammad på detta och försöker hjälpa Strange och Stark. Maw tillfångatar Strange, men misslyckas med att ta Tidsstenen från honom på grund av en förtrollning. Stark ock Parker följer efter Maws rymdskepp, Banner kontaktar Steve Rogers, och Wong stannar kvar för att beskydda Sanctum Sanctorum.
I Edinburgh hamnar Wanda Maximoff och Vision i ett bakhåll av Midnight och Glaive, vilka försöker stjäla Sinnesstenen som sitter fast i Visions panna. Rogers, Natasha Romanoff och Sam Wilson räddar dem, och tar sedan skydd i Avengers-anläggningen med James Rhodes och Banner. Vision erbjuder att offra sig själv genom att Maximoff förstör Sinnesstenen, för att förhindra Thanos från att ta den. Rogers föreslår att de åker till Wakanda, vilket han tror har medlen till att avlägsna stenen utan att förstöra Vision.
Guardians of the galaxy snappar upp en nödsignal från Asgård-skeppet och räddar Thor, som berättar för dem att Thanos försöker leta efter Verklighetsstenen, som finns på Knowhere och som ägs av Samlaren. Rocket och Groot följer med Thor till Nidavellir, där de och dvärgkungen Eitri skapar en stridsyxa som kan döda Thanos. På Knowhere får Peter Quill, Gamora, Drax och Mantis veta att Thanos redan besitter Verklighetsstenen. Thanos kidnappar Gamora, sin adoptivdotter, och torterar hennes syster Nebula tills Gamora berättar att Själsstenen finns på planeten Vormir. Thanos och Gamora reser till Vormir, där Red Skull, väktaren av stenen, berättar att den endast kan förvärvas genom att offra en person man älskar. Thanos kastar motvilligt ner Gamora mot hennes död, vilket gör att han får stenen.
Nebula lyckas fly, och ber Guardians att möta upp henne på Titan, Thanos förintade hemvärld. Parker och Stark dödar Maw och befriar Strange. De möter Quill, Mantis och Drax på Titan, där de planerar att ta bort Thanos stridshandske, efter att Strange använt Tidsstenen för att titta på flera miljoner möjliga framtider, och ser en av dem där Thanos förlorar. Thanos anländer och berättar om sitt mål att begränsa universums befolkning genom att utrota hälften för att förhindra överbefolkning. Gruppen övermannar honom och försöker dra loss hans stridshandske, tills Nebula berättar att Thanos har dödat Gamora. Quill blir rasande och slår Thanos, vilket gör att Thanos lyckas övermanna dem. Thanos skadar Stark allvarligt, men skonar honom när Strange ger Thanos Tidsstenen.
I Wakanda återförenar sig Steve Rogers med Bucky Barnes innan Thanos armé invaderar riket. Avengers tillsammans med T'Challa och Wakandas armé försvarar riket medan Shuri försöker extrahera Sinnesstenen från Vision. Banner, som inte kan förvandla sig till Hulk, går med i striden med Starks Hulkbuster-dräkt. Thor, Rocket och Groot anländer för att förstärka Avengers; Midnight, Obsidian och Glaive dödas och deras armé retirerar. Thanos anländer, och Maximoff försöker förstöra Sinnesstenen medan Avengers försöker hålla Thanos borta. Thanos övermannar dem och sliter ut Sinnesstenen från Visions huvud, vilket dödar honom.
Thor skadar Thanos allvarligt med sin yxa, men Thanos lyckas aktivera den nu fullständiga stridshandsken genom att knäppa sina fingrar, och teleporterar sedan iväg. Hälften av universums befolkning förvandlas till aska; bland dessa är Barnes, T'Challa, Groot, Maximoff, Wilson, Mantis, Drax, Quill, Strange och Parker, samt även Maria Hill och Nick Fury; Fury lyckas först skicka en nödsignal innan han försvinner. Stark och Nebula blir kvar på Titan medan Banner, M'Baku, Okoye, Rhodes, Rocket, Rogers, Romanoff och Thor blir kvar i Wakanda. Under tiden återhämtar sig Thanos på en annan planet, och bevittnar en solnedgång.

## Rollista
- Josh Brolin – Thanos
- Robert Downey Jr. – Tony Stark / Iron Man
- Chris Hemsworth – Thor
- Benedict Cumberbatch – Dr. Stephen Strange
- Chris Pratt – Peter Quill / Star-Lord
- Zoë Saldaña – Gamora
- Paul Bettany – Vision
- Elizabeth Olsen – Wanda Maximoff / Scarlet Witch
- Mark Ruffalo – Bruce Banner / Hulken
- Tom Holland – Peter Parker / Spider-Man
- Chris Evans – Steve Rogers / Captain America
- Bradley Cooper – Rocket (röst)
- Scarlett Johansson – Natasha Romanoff / Black Widow
- Dave Bautista – Drax the Destroyer
- Pom Klementieff – Mantis
- Chadwick Boseman – T'Challa / Black Panther
- Vin Diesel – Groot (röst)
- Karen Gillan – Nebula
- Danai Gurira – Okoye
- Tom Hiddleston – Loke
- Don Cheadle – James "Rhodey" Rhodes / War Machine
- Peter Dinklage – Eitri
- Benedict Wong – Wong
- Anthony Mackie – Sam Wilson / Falcon
- Sebastian Stan – Bucky Barnes / Winter Soldier
- Gwyneth Paltrow – Pepper Potts
- Ross Marquand – Red Skull / Stonekeeper
- Letitia Wright – Shuri
- Winston Duke – M'Baku
- William Hurt – Thaddeus Ross
- Idris Elba – Heimdall
- Benicio del Toro – Taneleer Tivan / Samlaren
- Tom Vaughan-Lawlor – Ebony Maw
- Carrie Coon – Proxima Midnight
- Terry Notary – Cull Obsidian
- Michael James Shaw – Corvus Glaive
- Florence Kasumba – Ayo
- Kerry Condon – F.R.I.D.A.Y. (röst)
- Jacob Batalon – Ned
- Isabella Amara – Sally
- Tiffany Espensen – Cindy
- Ethan Dizon – Tiny
- Stephen McFeely – Ross medhjälpare (cameo)
- Kenneth Branagh – Nödanrop från Asgårds rymdskepp (röst, cameo)
- Cobie Smulders – Agent Maria Hill (cameo)
- Samuel L. Jackson – Nick Fury (cameo)
- Stan Lee – Skolbusschaufför (cameo)

## Produktion

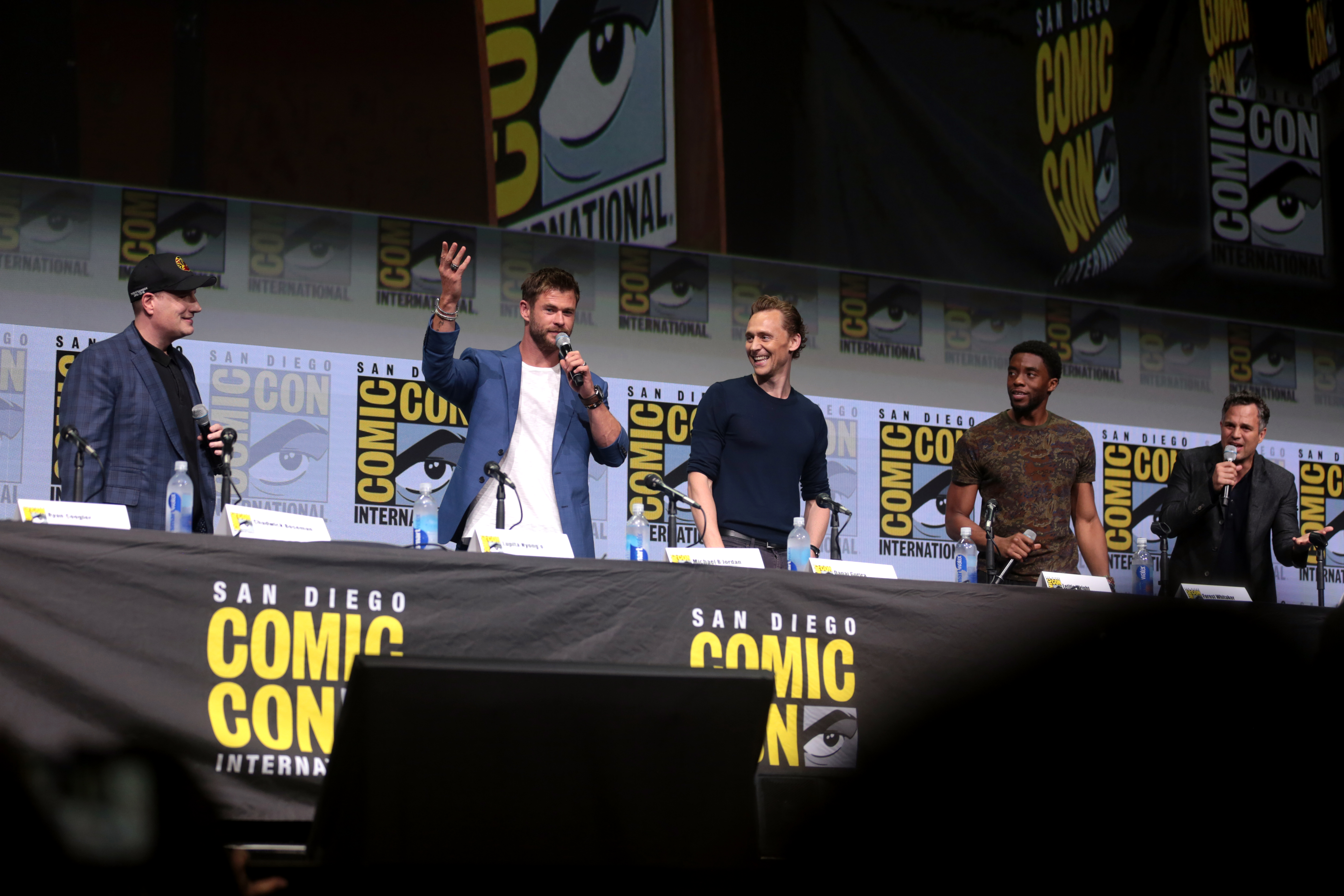
Kevin Feige, Chris Hemsworth, Tom Hiddleston, Chadwick Boseman och Mark Ruffalo vid San Diego Comic-Con 2017.

I oktober 2014 meddelade Marvel att uppföljaren till Age of Ultron skulle bli till två delar, Avengers: Infinity War – Part 1 och Part 2. Första delen skulle ha premiär den 4 maj 2018 och den andra skulle ha premiär den 3 maj 2019. I april 2015 meddelade Marvel att Bröderna Russo kommer att regissera båda delarna av Infinity War i en och samma filmproduktion, som skulle inledas 2016. Under samma månad sade producenten Kevin Feige att Infinity War-filmerna skulle vara två olika filmer "för att de [har] sådana delade element, det kände sig lämpligt... att [texta filmerna] på det viset. Men jag skulle inte kalla det en story som var delad på hälften. Jag skulle säga att det kommer att bli två olika filmer." I maj 2015 anställdes Christopher Markus och Stephen McFeely till att skriva manusen till båda delarna av filmen, där de tog inspiration från serietidningen The Infinity Gauntlet skriven av Jim Starlin 1991 och serietidningen "Infinity" skriven av Jonathan Hickmans 2013. Anthony Russo tillade att filmen inspirerades av olika kuppfilmer från 1990-talet, där Thanos skulle "genomföra en Smash and grab [för att förvärva evighetsstenarna], och alla försöker hänga med i hela filmen". I maj 2016 avslöjade bröderna Russo att de skulle döpa om de två filmerna för att ta bort missuppfattningen att de var en enda stor film uppdelad i två delar, där Joe vidare konstaterade: "Avsikten är att vi kommer att ändra [titlarna], vi har bara inte kommit på dem [dem] än." Under juli 2016 avslöjade Marvel att filmens titel skulle förkortas till Avengers: Infinity War.
Den första inspelningen började den 23 januari 2017, under arbetsnamnet Mary Lou, vid Pinewood Atlanta Studios i Fayette County, Georgia, där Trent Opaloch var filmfotograf. Infinity War och dess uppföljare spelades in med IMAX/Arri 2D-kameror, och var därmed den första Hollywood-filmen som spelades in helt och hållet med IMAX-digitalkameror. I början av februari bekräftade Marvel att i filmen skulle Robert Downey Jr. spela som Tony Stark / Iron Man, Chris Pratt skulle spela som Peter Quill / Star-Lord och Tom Holland skulle spela som Peter Parker / Spider-Man. Kompletteringsinspelningar ägde rum i Skottland som började i februari 2017. Inspelningen utspelades i Edinburgh, Glasgow och de Skotska högländerna, och studioarbete ägde rum vid Wardpark Studios i Cumbernauld. Inspelningen började också vid katedralen i Durham, England i början av maj 2017. I slutet av juni 2017 gjordes inspelningar i centrala Atlanta, samt i Atlanta Central Park i början av juli, innan de flyttades till Queens, New York i mitten av månaden. Inspelningen avslutades den 14 juli 2017. För filmens sista scen, där Thanos dyker upp från en hydda, samarbetade filmskaparna med Indochina Productions, en studio i Thailand, för att skaffa fotografier av risterrasserna i Banaue på Ifugao, Filippinerna.
Senare i juli 2017 konstaterade Joe Russo att det fanns ett par ofullbordade scener för Infinity War som skulle inspelas "under de närmaste månaderna". I början av mars 2018 flyttade Disney filmens utgivningsdatum i USA till 27 april 2018 så att filmen kunde släppas under samma helg som några av dess internationella marknader. Filmens visuella effekter skapades av Industrial Light & Magic, Framestore, Method Studios, Weta Digital, Double Negative, Cinesite, Digital Domain, Rise, Lola VFX och Perception. Med en uppskattad budget på mellan 316 och 400 miljoner amerikanska dollar, anses Infinity War vara en av de dyraste filmerna som någonsin gjorts.

## Mottagande

### Recensioner

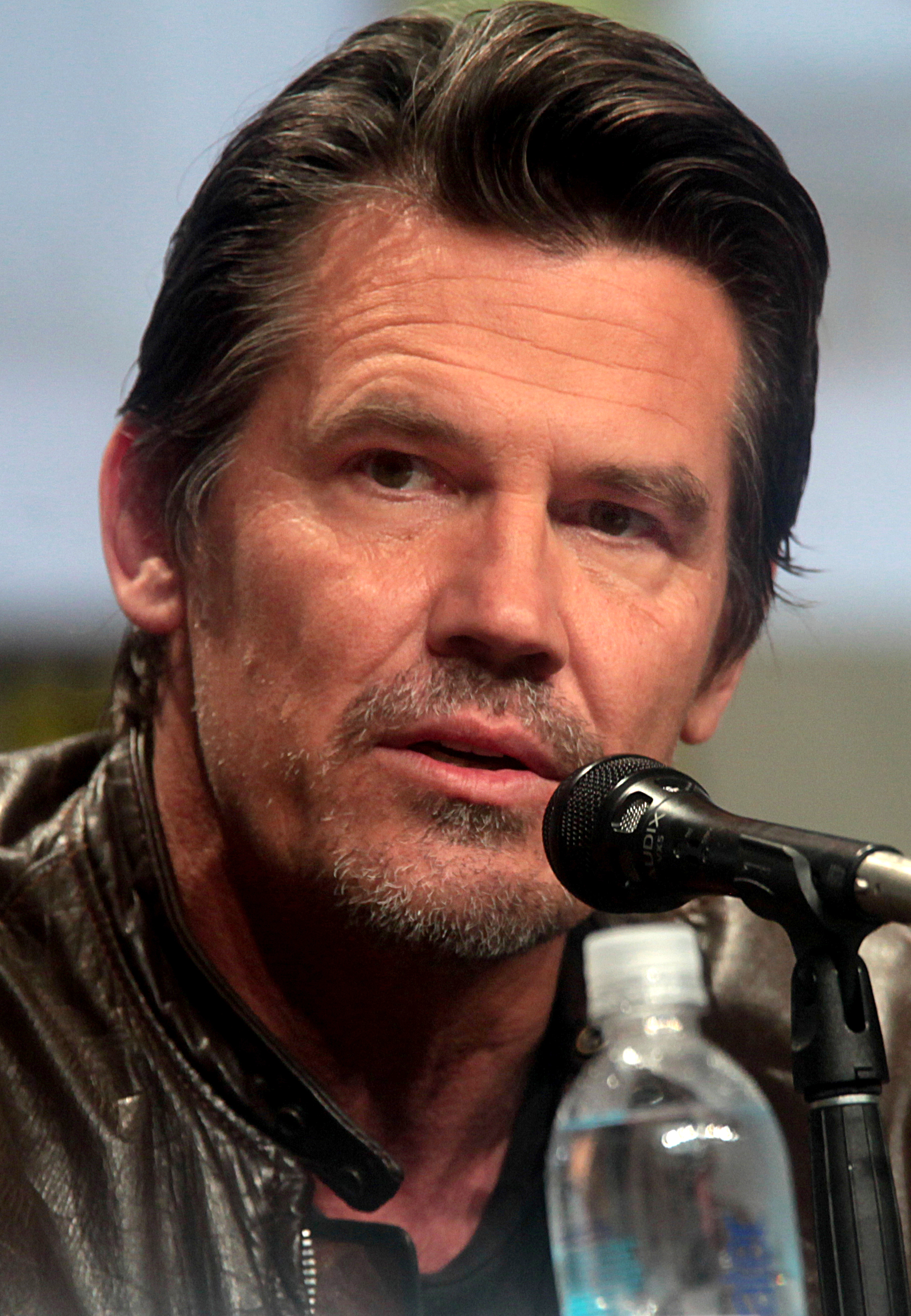
Josh Brolin hyllades av många recensenter för sin roll som Thanos.

Avengers: Infinity War fick mestadels positiva recensioner av recensenter. På Rotten Tomatoes har filmen ett medelbetyg på 85 %, baserat på 430 recensioner, och ett genomsnittsbetyg på 7,6 av 10. Webbplatsens kritiska konsensus lyder följande: "Avengers: Infinity War jonglerar skickligt med en svindlande mängd MCU-hjältar i kampen mot deras största hot hittills, och resultatet är en spännande och känslomässigt resonant blockbuster som (mestadels) realiserar sina gigantiska ambitioner." På Metacritic har filmen genomsnittsbetyget 68 av 100, baserat på 53 recensioner.
Todd McCarthy från The Hollywood Reporter hyllade manusförfattarnas och regissörernas förmåga att balansera den stora rollistan och sade: "... författarna Christopher Markus och Stephen McFeely och regissörerna Anthony och Joe Russo, under tillsyn av Marvel Films maestro Kevin Feige, bekräftar trafikstoppet mellan olika egon och gör det till komedi". Owen Gleiberman från Variety instämde och konstaterade att: "Infinity War är en fräckt underhållande jamboree, strukturerad för att visa upp varje hjälte eller hjältinna och ge dem tillräckligt mycket att göra, och att uppdatera deras mytologier utan att det hela känns som en hemläxa." Roger Wilson från Sveriges Radio P1:s Kulturnytt kallade filmen för en "ytterst delikat superhjältepyttipanna", och Elias Björkman från Svenska Dagbladet kallade filmen för "Ett hisnande och förvånansvärt underhållande actionåbäke. Märkligt nog har bröderna Russo lyckats skapa en tajt samlingsfilm som förenar de allra bästa delarna av de allra bästa Marvelfilmerna." Peter Travers från Rolling Stone sa att filmen är "för mycket av det goda" och skrev: "Bröderna Russo har tydligen aldrig lärt sig konceptet att mindre är mer. De har använt premissen av en Avengers-återförening för att sätta igång en fyrverkeriexplosion av action och skratt som inte kommer att sluta." Richard Roeper från Chicago Sun-Times kallade filmen för Marvels "största och mest ambitiösa film hittills", men drog slutsatsen att "det är absolut inte det bästa. Men det finns massvis av action, humor och hjärta — och några riktigt effektiva dramatiska ögonblick." Roeper hyllade filmens rollista och Josh Brolin i synnerhet, som han kallade för "filmens mest intressanta rollprestation". Gleiberman kallade Brolins motion capture-prestation "väldigt effektiv" och sade: "Brolin ingjuter Thanos med sin snedögda manipulativa glöd, så att ondskan i den här filmen aldrig känns mindre personlig." Poya Salari från Moviezine skrev: "Bakom motion-capture-dräkten bygger Brolin fram empati till en känslosam madman, som gör att man fastnar för honom trots att man inte är ombord på hans team." McCarthy skrev: "Brolins lugna och övertygade behandling av karaktären ger detta segrande odjur en oväntad resonant och känslomässig dimension, vilket gör honom mycket mer än en tjock streckgubbe av en superskurk." McCarthy berömde också filmens actionsekvenser och sade att "Infinity War är fylld till brädden med tiotals spektakulära stridsscener, även om frågan om vem som ska vinna varje strid har den extravaganta godtyckliga kvalitén av kan-Mighty-Mouse-slå-ner-Stålmannen." Wilson ansåg att "några effektstinna fajter hade mått bra av att kortas ner lite, men som helhet blir det här riktigt bra. Framför allt eftersom man den här gången vågar släppa in ovanligt mycket svärta och sorg i filmen." Gleiberman kallade actionscenernas omfattning för "förvånande", och Travers skrev: "Avengers: Infinity War lämnar tittarna uppe i luften, och känna sig både exalterade och lurade, och bli hungrade för en avslutning som aldrig kommer... inte än i alla fall." Josh Spiegel, också från The Hollywood Reporter, sade att filmen tar "en anmärkning från slutet av Rymdimperiet slår tillbaka i sin superstora final, detta motsvarar när Han Solo blir nedfryst i karboniten, på steroider."
A.O. Scott från The New York Times kritiserade filmens beroende av andra filmer i Marvel Cinematic Universe och sade: "Om man betraktar den som en enda film på nästan 2 timmar och 40 minuter, då är Avengers: Infinity War ganska obegriplig", men erkände att den "aldrig var tänkt att ses eller bedömas helt isolerat". Richard Brody från The New Yorker höll med om detta och konstaterade att "filmens obetydlighet beror inte på den oändliga, om än tunna, smidbarheten i användningen av CGI-gimmickar, utan istället till spridningen av dess drama genom de många biografiska installationerna inom Marvel Cinematic Universe." Stephanie Zacharek från Time sade: "[Det] är egentligen inte en början, utan mer av ett mittenparti eller slut med ett nytt garnfäste. Du måste ha sett och införlivat var och en av de tidigare 18 Marvel Cinematic Universe-filmerna för att förstå det helt." Justin Chang från The Los Angeles Times kallade filmen för en "uppiggande, framdrivande, ibland uppryckande och nästan modig fortsättning av en saga som äntligen, och till dess förnuft, verkar komma till sitt slut", men kallade dess ultimata försök till katarsis för "misslyckat", och sade: "Det verkar som att inte ens hotet om universell förintelse, kommer att förhindra dess löpande band från att tuffa framåt med sin signaturpolerade, mekaniserade effektivitet." Scott kritiserade också actionscenerna, och kallade dem för "tråkiga och förutsägbara" och skrev: "Det högljudda och uppblåsta stridsspektaklet var säkert de dyraste delarna av filmen, men pengarna förefaller mindre som ett fantasifullt verktyg än som en ersättare för äkta fantasi." Likaledes sade Zacharek: "Det finns inget tempo i Avengers: Infinity War. Det är bara sensation och ingen puls. Allting är hela tiden stort." Jens Peterson från Aftonbladet avslutade sin recension med att säga: "Marvel vågar ta oväntade vägar, och nya filmen är aldrig tråkig. Men för lång och med för många figurer. Genren passar bättre för underhållning än undergång."

### Publikreaktioner
Den amerikanske YouTube-personligheten Tony "Nem" Mitchell såg filmen 103 gånger på bio, vilket blev ett världsrekord. När Mitchells 44:e biobesök uppmärksammades på sociala medier avslöjade han att IMAX nådde ut för att ge honom 50 gratisbiljetter för att fortsätta sina biobesök, och bröderna Russo bjöd honom till uppföljarens biopremiär. Mitchell sa att detta var hans sätt att "stödja Marvel och bröderna Russo". Den 17-årige Kieran Harvey från Staffordshire såg filmen också på bio 100 gånger. Harvey konstaterade att han "inte hade några planer på att se den här så många gånger, det bara blev så" och tillade att Infinity War "kändes så annorlunda än något annat jag tidigare sett, och jag bara älskar det så mycket så jag har gått för att se den så mycket jag kan!"
Filmens slut gav upphov till flera olika Internetfenomen, speciellt ett som är relaterat till Spider-Man som säger att han inte mår bra medan han förvandlas till aska, som applicerades på andra aspekter av populärkulturen. Webbplatsen DidThanosKill.Me skapades för fans så att man kunde se om man skulle ha blivit skonad av Thanos eller inte. Slutet gav även upphov till skapandet av en subreddit på webbplatsen Reddit, /r/thanosdidnothingwrong. En användare inom subredditen föreslog att hälften av de vid den tiden cirka 20 000 prenumeranterna skulle förbjudas från subredditen, i syfte att efterlikna händelserna i filmen. När communityn var överens om åtgärden kontaktade moderatorerna Reddits administratörer för att se om den stora bannlysningen skulle vara möjligt. Administratörerna enades om den slumpmässiga bannlysningen av hälften av prenumeranterna, och detta skulle ske den 9 juli 2018. Tillkännagivandet om den kommande bannlysningen gjorde så att subredditens prenumeranter ökades till över 700 000, inklusive båda bröderna Russo som prenumeranter. Innan bannlysningen lade Brolin upp en video där han säger "Nu kör vi, Reddit-användare" och avslutar videon med att knäppa sina fingrar. Över 60 000 personer tittade på en videoströmning på Twitch av den inträffade bannlysningen, vilket varade under ett par timmar. Bannlysningen mot över 300 000 konton, som inkluderade Anthony Russo, var den största i Reddits historia. De bannlysta samlades sedan i den nya subredditen, /r/inthesoulstone. En Reddit-användare som deltog kände att bannlysningen "förkroppsligar Internets anda" där människor "förenas i stora massor kring någonting relativt meningslöst men på något sätt väldigt fantastiskt och roligt." Andrew Tigani från Screen Rant talade om bannlysningen och hur /r/thanosdidnothingwrong "bara uttrycker till hur pass effektfull filmen redan har blivit till populärkulturen. Det är också ett testamente till hur värdefullt fan-interaktioner kan vara via sociala medier."

### Utmärkelser
| År   | Utmärkelse            | Kategori                    | Översättning                    | Mottagare                                                         | Resultat  | Referens(er) |
| ---- | --------------------- | --------------------------- | ------------------------------- | ----------------------------------------------------------------- | --------- | ------------ |
| 2018 | Golden Trailer Awards | Best Action                 | Bästa action                    | "Millions" (Mocean)                                               | Nominerad | [ 65 ]       |
| 2018 | Golden Trailer Awards | Best Teaser                 | Bästa teaser                    | "Balance" (Mocean)                                                | Nominerad | [ 65 ]       |
| 2018 | Golden Trailer Awards | Best Original Score         | Bästa musik                     | "Millions" (Mocean)                                               | Nominerad | [ 65 ]       |
| 2018 | MTV Movie & TV Awards | Best Movie                  | Bästa film                      | Avengers: Infinity War                                            | Nominerad | [ 66 ]       |
| 2018 | MTV Movie & TV Awards | Best Villain                | Bästa skurk                     | Josh Brolin                                                       | Nominerad | [ 66 ]       |
| 2018 | MTV Movie & TV Awards | Best Fight                  | Bästa strid                     | Scarlett Johansson, Danai Gurira, Elizabeth Olsen vs. Carrie Coon | Nominerad | [ 66 ]       |
| 2018 | Teen Choice Awards    | Choice Action Movie         | Choice actionfilm               | Avengers: Infinity War                                            | Vann      | [ 67 ]       |
| 2018 | Teen Choice Awards    | Choice Action Movie Actor   | Choice actionfilmskådespelare   | Chris Evans                                                       | Nominerad | [ 67 ]       |
| 2018 | Teen Choice Awards    | Choice Action Movie Actor   | Choice actionfilmskådespelare   | Robert Downey Jr.                                                 | Vann      | [ 67 ]       |
| 2018 | Teen Choice Awards    | Choice Action Movie Actor   | Choice actionfilmskådespelare   | Tom Holland                                                       | Nominerad | [ 67 ]       |
| 2018 | Teen Choice Awards    | Choice Action Movie Actress | Choice actionfilmskådespelerska | Elizabeth Olsen                                                   | Nominerad | [ 67 ]       |
| 2018 | Teen Choice Awards    | Choice Action Movie Actress | Choice actionfilmskådespelerska | Scarlett Johansson                                                | Vann      | [ 67 ]       |
| 2018 | Teen Choice Awards    | Choice Action Movie Actress | Choice actionfilmskådespelerska | Zoe Saldana                                                       | Nominerad | [ 67 ]       |
| 2018 | Teen Choice Awards    | Choice Movie Villian        | Choice filmskurk                | Josh Brolin                                                       | Nominerad | [ 67 ]       |
| 2018 | Teen Choice Awards    | Choice Liplock              | Choice kyss                     | Chris Pratt och Zoe Saldana                                       | Nominerad | [ 67 ]       |
| 2018 | Teen Choice Awards    | Choice Hissy Fit            | Choice arga utbrott             | Mark Ruffalo                                                      | Nominerad | [ 67 ]       |